# برومانو
برومانو (به ایتالیایی: Brumano) یک کومونه در ایتالیا است که در استان برگامو واقع شده‌است.

## خصوصیات
برومانو ۸٫۱ کیلومترمربع مساحت و ۹۶ نفر جمعیت دارد و ۹۱۱ متر بالاتر از سطح دریا واقع شده‌است.

## خواهرخوانده
شهر Morterone خواهرخواندهٔ برومانو هست.